# Scelotes mossambicus
Espèce
Synonymes
- Herpetosaura inornata var. mossambica Peters, 1882
- Herpetosaura arenicola Bocage, 1882
- Scelotes brevipes Hewitt, 1925
- Herpetosaura brevipes (Hewitt, 1925)
- Scelotes inornatus inornatus (Witte & Laurent, 1943)
- Scelotes inornatus mossambicus (Peters, 1882)

Statut de conservation UICN

 LC  : Préoccupation mineure
Scelotes mossambicus est une espèce de sauriens de la famille des Scincidae.

## Répartition

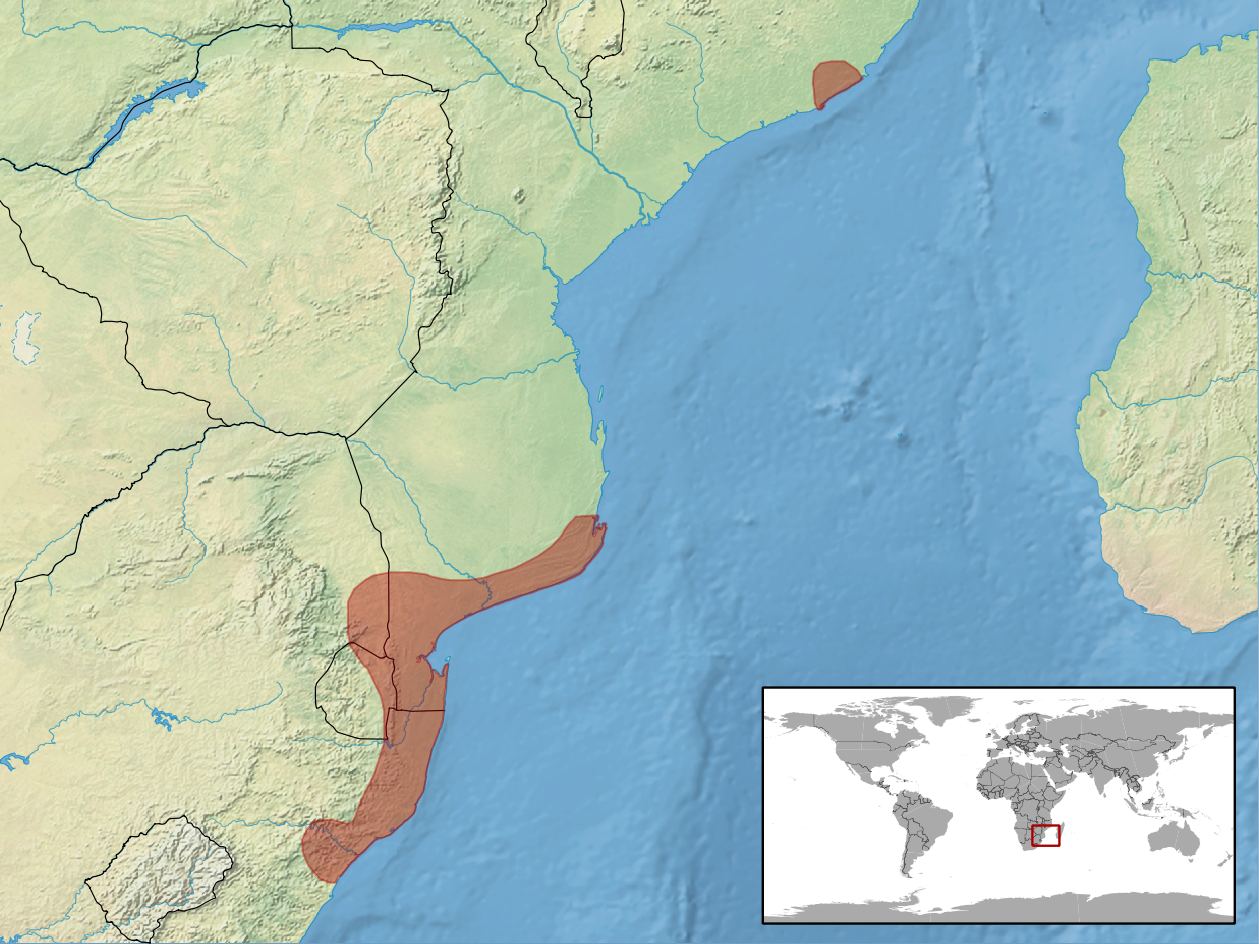
Répartition de l'espèce.

Cette espèce se rencontre :
- en Afrique du Sud ;
- au Swaziland ;
- dans le sud du Mozambique.

## Publication originale
- Peters, 1882 : Naturwissenschaftliche Reise nach Mossambique auf Befehl seiner Majestät des Königs Friedrich Wilhelm IV. in den Jahren 1842 bis 1848 ausgeführt von Wilhelm C. Peters. Zoologie III. Amphibien, Berlin (Reimer), p. 1-191 (texte intégral).